# Kovács Huszka Ferenc
Kovács Huszka Ferenc, Kovács Ferenc (Óbecse, 1869. január 28. – Kalocsa, 1954. április 17.) botanikus, kollégiumi igazgató, kormányfőtanácsos, római katolikus plébános.

## Élete
Kovách-Huszka József és Bende Anna földbirtokos szülők fia. A gimnázium nyolc osztályát Kalocsán a jezsuiták kollégiumában végezte és a kalocsai növendék papok közé lépve, a bécsi Pázmáneumba küldetett és a teológiát az ottani egyetemen hallgatta; azután két évig a budapesti egyetemen bölcsész volt, ahol ásvány-, állat-, vegy- és növénytant hallgatott. 1892-ben szentelték föl miséspappá Kalocsán és Doroszlóra, majd Temerinbe küldték káplánnak. 1894 őszén az óbecsei katolikus hitközség külvárosi lelkészévé nevezte ki Császka érsek. 1901-ben ugyanitt alsóvárosi plébános lett, majd templomépítésbe fogott. Állásáról 1920. április 11-én lemondott. 1921-től Budapesten volt gimnáziumi hitoktató, 1923-től Kamaraerdőn szolgált lelkészként. 1930-tól a budapesti Horthy Kollégium lelki igazgatójaként működött, 1931-ben szerezte meg doktorátusát természettanból.
Előszeretettel foglalkozott botanikával és vizsgálta Bács megye növénytenyésztését és gyűjtötte az adatokat a kiadandó növénytani munkájához.
Cikkei a kalocsai Természettudományi bölcselő-kör Évkönyvében (Növénytani kirándulás Kalocsa környékére), az Ó-Becsei Hirlapban (Ó-Becse tavaszi növény tenyészete), a Bács-Bodrogmegyei történ. társulat Évkönyvében (Zombor XIV. 1897. Bács-Bodroghvármegye növényvilága), a Szabadka és Vidékében (II. Reflexio Kovács János közleményeire, kritika a Bácskában elő nem forduló s általa felemlített növényekről); írt még a nevezett lapba s az Ó-Becsei Hirlapba, az Ó-Becsei Közlönybe és az Alkotmányba vezércikkeket és egyéb közléseket.
Szerkesztette dr. Terék Józseffel együtt az Ó-Becsei Közlönyt 1898-tól.

## Műve
- Óbecse határának virágos növényei. Szeged, 1929.
- Változások Óbecse flórájában. Botanikai közlemények 14 (1-2), 68-76.[3]